# FK Čeladná
Fotbalový klub Čeladná byl český fotbalový klub z obce Čeladná, naposled hrající v sezóně 2003/04 I. B třídu Moravskoslezského kraje (7. nejvyšší soutěž).
V roce 2004 byl klub sloučen s přesunutým ostravským klubem 1. FC Vítkovická nemocnice BMA 1853 do nově vytvořeného klubu SK Beskyd Čeladná.

## Umístění v jednotlivých sezonách
Zdroj: 
Legenda: Z - zápasy, V - výhry, R - remízy, P - porážky, VG - vstřelené góly, OG - obdržené góly, +/- - rozdíl skóre, B - body, červené podbarvení - sestup, zelené podbarvení - postup, fialové podbarvení - reorganizace, změna skupiny či soutěže
| Československo (1992 – 1993) |                                            |        |     |     |     |     |     |     |     |     |        |
| Sezóny                       | Liga                                       | Úroveň | Z   | V   | R   | P   | VG  | OG  | +/- | B   | Pozice |
| 1992/93                      | Okresní přebor Frýdeckomístecka            | 8      | 24  | 9   | 2   | 13  | 35  | 50  | −15 | 20  | 10.    |
| Česko (1993 – 2004)          |                                            |        |     |     |     |     |     |     |     |     |        |
| Sezóny                       | Liga                                       | Úroveň | Z   | V   | R   | P   | VG  | OG  | +/- | B   | Pozice |
| 1993/94                      | Okresní přebor Frýdeckomístecka            | 8      | ... | ... | ... | ... | ... | ... | ... | ... |        |
| 1994/95                      | I. B třída Slezské župy – sk. D            | 7      | 26  | 1   | 4   | 21  | 15  | 77  | −62 | 7   | 14.    |
| ...                          |                                            |        |     |     |     |     |     |     |     |     |        |
| 2002/03                      | I. B třída Moravskoslezského kraje – sk. D | 7      | 26  | 9   | 3   | 14  | 35  | 58  | −23 | 30  | 13.    |
| 2003/04                      | I. B třída Moravskoslezského kraje – sk. D | 7      | 26  | 7   | 8   | 11  | 38  | 56  | −18 | 29  | 14.    |